# Gunnera arenaria
Gunnera arenaria är en gunneraväxtart som beskrevs av Thomas Frederic Cheeseman och Thomas Kirk.
Gunnera arenaria ingår i släktet gunneror och familjen gunneraväxter. Inga underarter finns listade i Catalogue of Life.